# Mantispa fuscipennis
Mantispa fuscipennis är en insektsart som beskrevs av Wilhelm Ferdinand Erichson 1839. Mantispa fuscipennis ingår i släktet Mantispa och familjen fångsländor. Inga underarter finns listade i Catalogue of Life.